# Art cinètic

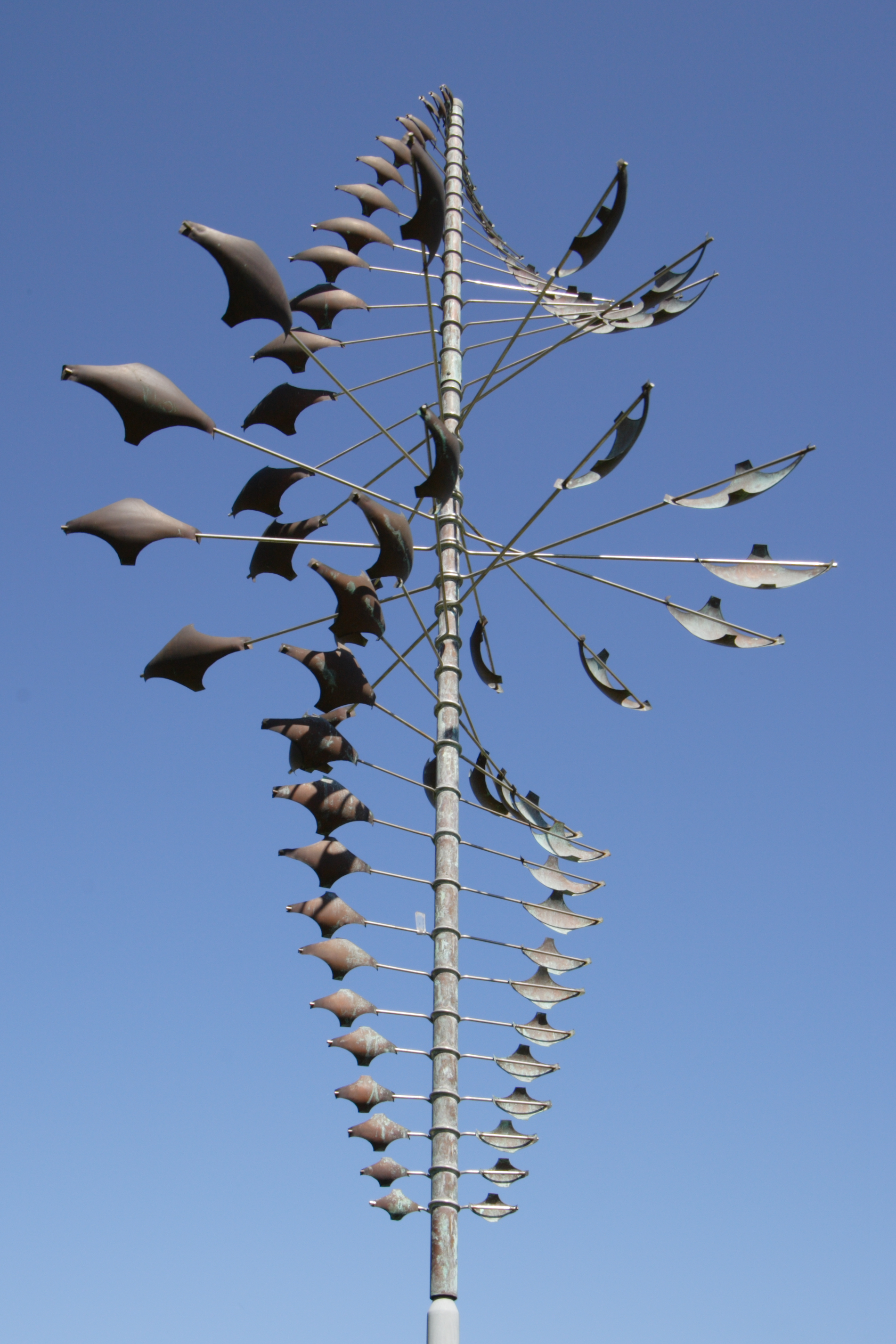
The Twister Star o Whirligig, de Lyman Whitaker.

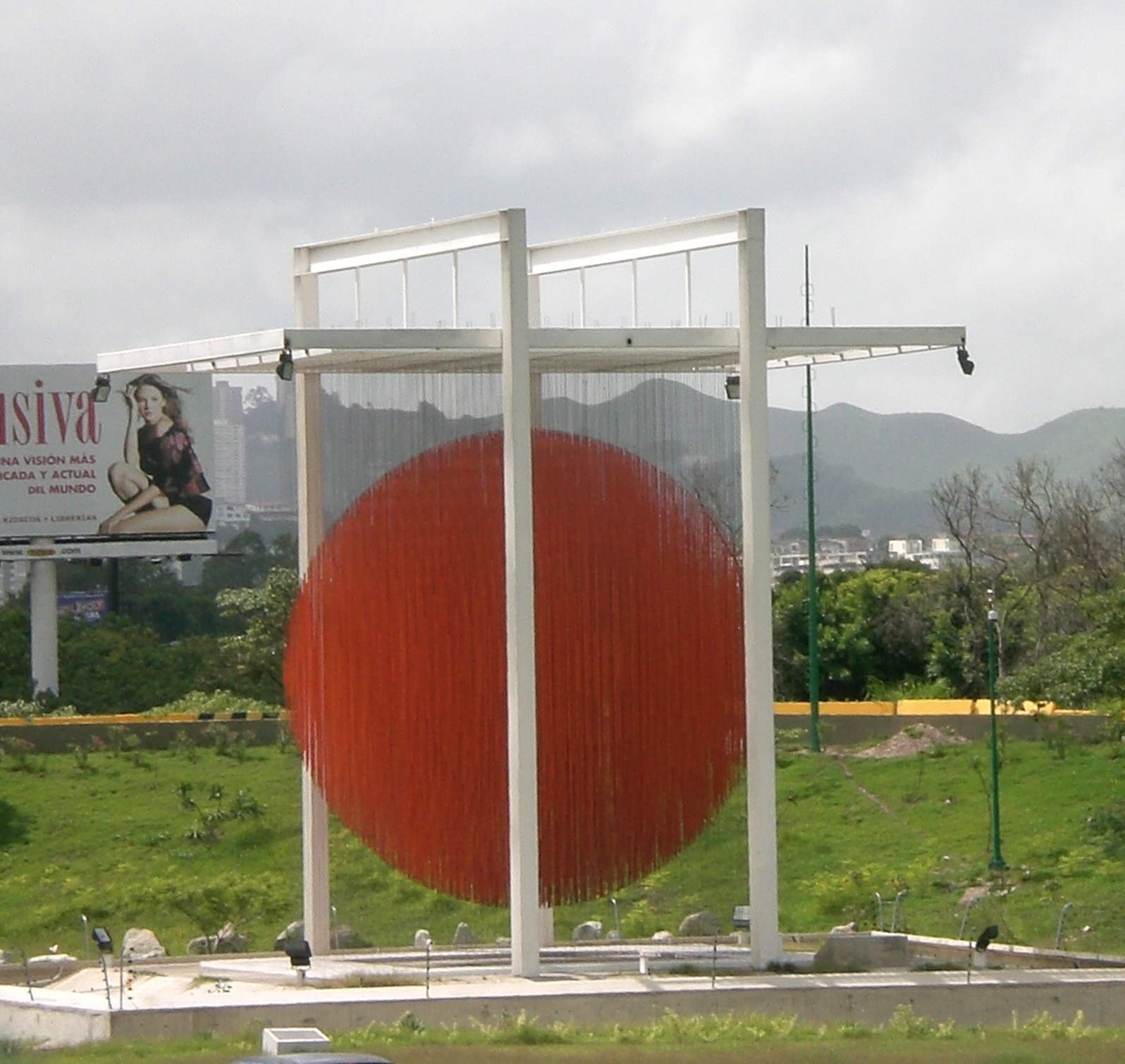
L'Esfera Caracas (1974), obra de Jesús Rafael Soto instal·lat al seu emplaçament actual a Caracas el 1996.

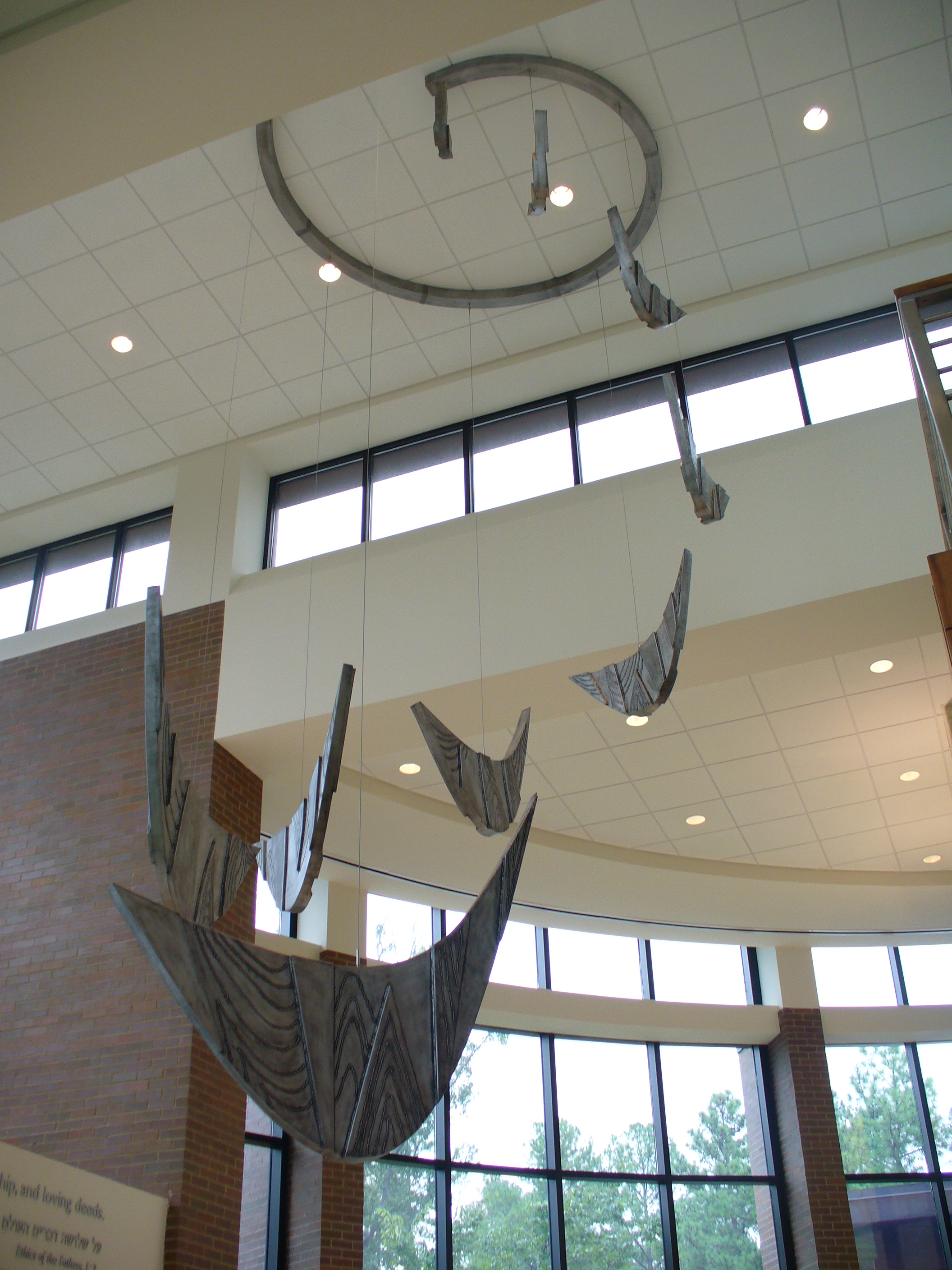
Wings to the Heavens (2008), de David Ascalon. Obra en alumini, a Memphis, Tennessee, EUA.

L'art cinètic és un corrent d'art en què les obres tenen moviment o semblen tenir-ne.
És una tendència de les pintures i les escultures contemporànies creades per produir una impressió de moviment.
Les pintures sobre tela que amplien la perspectiva de l'espectador de l'obra d'art i incorporen moviment multidimensional són els primers exemples d'art cinètic. tot i que l'art cinètic és un terme que avui dia es refereix més sovint a escultures i figures tridimensionals com ara mòbils que es mouen naturalment o que funcionen amb màquines (vegeu, per exemple, vídeos en aquesta pàgina d'obres de George Rickey i Uli Aschenborn). Les parts mòbils generalment funcionen amb energia de vent, un motor o l'observador. L'art cinètic engloba una àmplia varietat de tècniques i estils que se superposen. L'art cinètic i l'art òptic són corrents artístiques basades en l'estètica del moviment. Està principalment representat en el camp de l'escultura on un dels recursos són els components mòbils de les obres.
L'art cinètic com a apel·latiu es va desenvolupar a partir de diverses fonts. L'art cinètic té els seus orígens en els artistes de l'Impressionisme de finals del segle xix, com Claude Monet, Edgar Degas i Édouard Manet, que van experimentar originalment amb l'accentuació del moviment de les figures humanes al llenç. Aquest triumvirat de pintors impressionistes buscava crear un art més realista que el dels seus contemporanis. Els retrats de ballarines i cavalls de carreres de Degas són exemples del que ell considerava «realisme fotogràfic»; A finals del segle xix, artistes com Degas van sentir la necessitat de desafiar el moviment cap a la fotografia amb paisatges i retrats vívids i cadenciosos.
A principis del segle xx, alguns artistes es van acostar cada vegada més a l'adscripció del seu art al moviment dinàmic. Naum Gabo, un dels dos artistes als quals s'atribueix el nom d'aquest estil, va escriure sovint sobre la seva obra com a exemple de «ritme cinètic». Considerava que la seva escultura en moviment Construcció cinètica (també anomenada Ona estacionària, 1919-1920) va ser la primera del seu tipus al segle XX. Des de la dècada del 1920 fins a la del 1960, l'estil de l'art cinètic va ser remodelat per altres artistes que van experimentar amb mòbils i noves formes d'escultura.

## Orígens i primers desenvolupaments
Els avenços fets pels artistes per aixecar les figures i els paisatges de la pàgina i demostrar innegablement que l'art no és rígid (Calder, 1954) van requerir innovacions i canvis significatius en l'estil compositiu. Édouard Manet, Edgar Degas i Claude Monet van ser els tres artistes del segle xix que van iniciar aquests canvis en el moviment impressionista. Tot i que cadascun d'ells va adoptar enfocaments únics per incorporar el moviment a les seves obres, ho van fer amb la intenció de ser realistes. En el mateix període, Auguste Rodin va ser un artista les primeres obres del qual van parlar a favor del moviment cinètic en desenvolupament en l'art. Tanmateix, les crítiques posteriors d’Auguste Rodin al moviment van desafiar indirectament les habilitats de Manet, Degas i Monet, afirmant que és impossible capturar exactament un moment en el temps i donar-li la vitalitat que es veu a la vida real.

### Édouard Manet

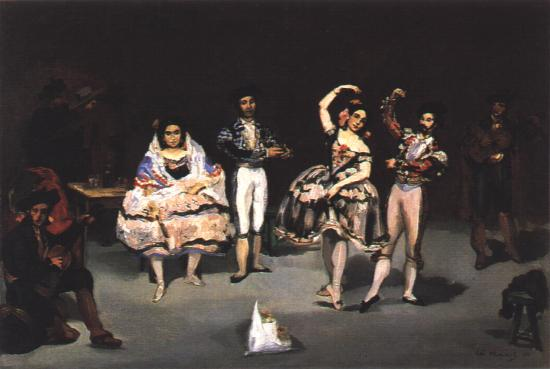
Édouard Manet, Le Ballet Espagnol (1862).

És gairebé impossible atribuir l'obra de Manet a cap època o estil artístic. Una de les seves obres que realment es troba a la vora d'un nou estil és Le Ballet Español (1862). Els contorns de les figures coincideixen amb els seus gestos com una manera de suggerir profunditat en relació entre si i en relació amb l'entorn. Manet també accentua la manca d'equilibri en aquesta obra per projectar a l'espectador que es troba a la vora d'un moment que està a punt de passar. La sensació borrosa i borrosa del color i l'ombra en aquesta obra situa de manera similar l'espectador en un moment fugaç.
El 1863, Manet va ampliar el seu estudi del moviment sobre tela plana amb Le déjeuner sur l'herbe. La llum, el color i la composició són els mateixos, però afegeix una nova estructura a les figures del fons. La dona que s'inclina al fons no està completament escalada com si estigués lluny de les figures del primer pla. La manca d'espaiat és el mètode de Manet per crear un moviment instantani, gairebé invasiu, similar al seu desenfocament dels objectes del primer pla a Le Ballet Espagnol.

### Edgar Degas

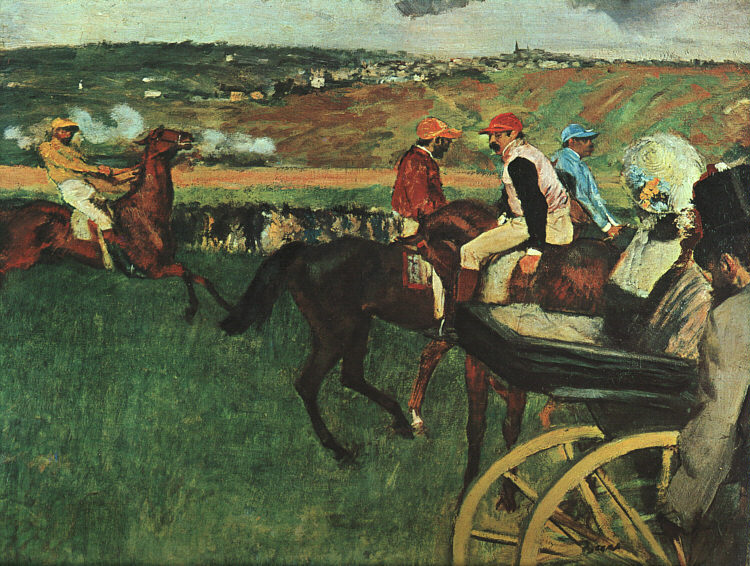
A les curses, 1877–1880, oli sobre tela, d'Edgar Degas, Museu d'Orsay, París

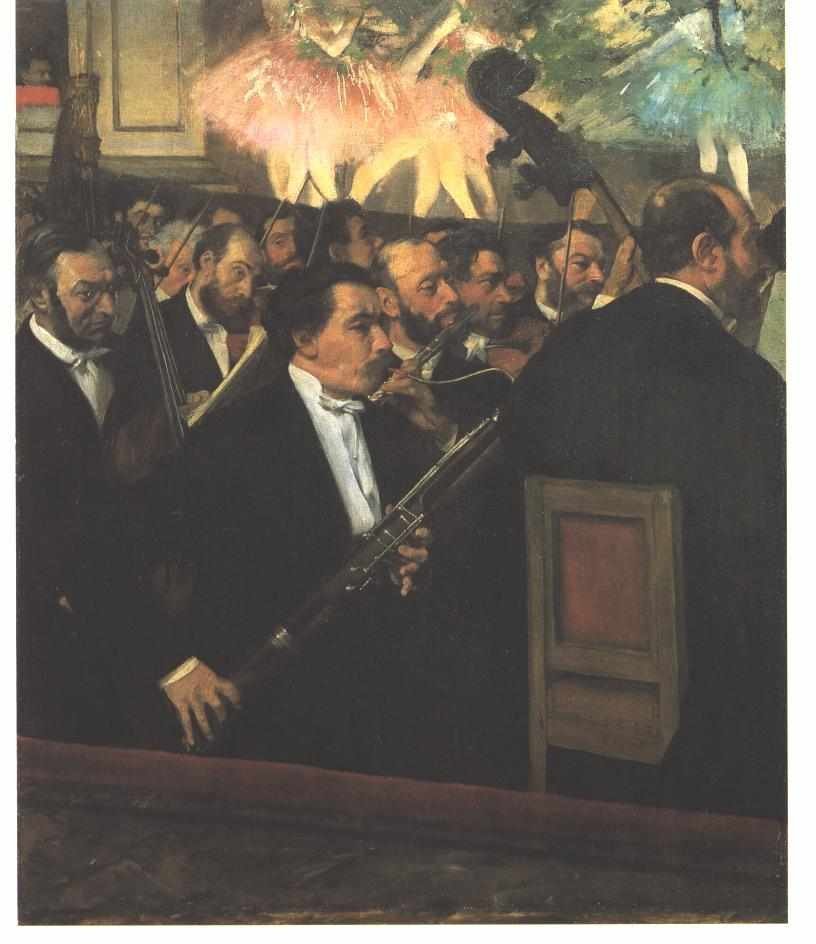
Edgar Degas, L'orquestra de l'òpera (c. 1870)

Es creu que Edgar Degas és l'extensió intel·lectual de Manet, però més radical per a la comunitat impressionista. Els temes de Degas són l'epítom de l'era impressionista; troba una gran inspiració en imatges de ballarins de ballet i curses de cavalls. Els seus temes moderns mai van emmascarar el seu objectiu de crear art en moviment. A la seva peça Jeunes Spartiates s'exerçant à la lutte de 1860, aprofita els nus impressionistes clàssics però amplia el concepte general. Els situa en un paisatge pla i els dóna gestos dramàtics, i per a ell això apuntava a un nou tema de joventut en moviment.
Una de les seves obres més revolucionàries, L'Orchestre de l'Opéra (1868), interpreta formes de moviment definit i els dóna moviment multidimensional més enllà de la planitud del llenç. Posiciona l'orquestra directament a l'espai de l'espectador, mentre que els ballarins omplen completament el fons. Degas al·ludeix a l'estil impressionista de combinar el moviment, però gairebé el redefineix d'una manera que poques vegades es veia a finals del 1800. A la dècada del 1870, Degas continua aquesta tendència a través del seu amor per les curses de cavalls d'un sol moviment en obres com ara Voiture aux Courses (1872).
No va ser fins al 1884 amb Chevaux de Course que el seu intent de crear art dinàmic va fructificar. Aquesta obra forma part d'una sèrie de curses de cavalls i partits de polo on les figures estan ben integrades en el paisatge. Els cavalls i els seus propietaris es representen com si estiguessin atrapats en un moment d'intensa deliberació, i després troten casualment en altres enquadraments. Els impressionistes i la comunitat artística en general van quedar molt impressionats amb aquesta sèrie, però també es van sorprendre quan es van adonar que havia basat aquesta sèrie en fotografies reals. Degas no es va inmutar per les crítiques a la seva integració de la fotografia, i de fet va inspirar Monet a confiar en una tecnologia similar.

### Claude Monet

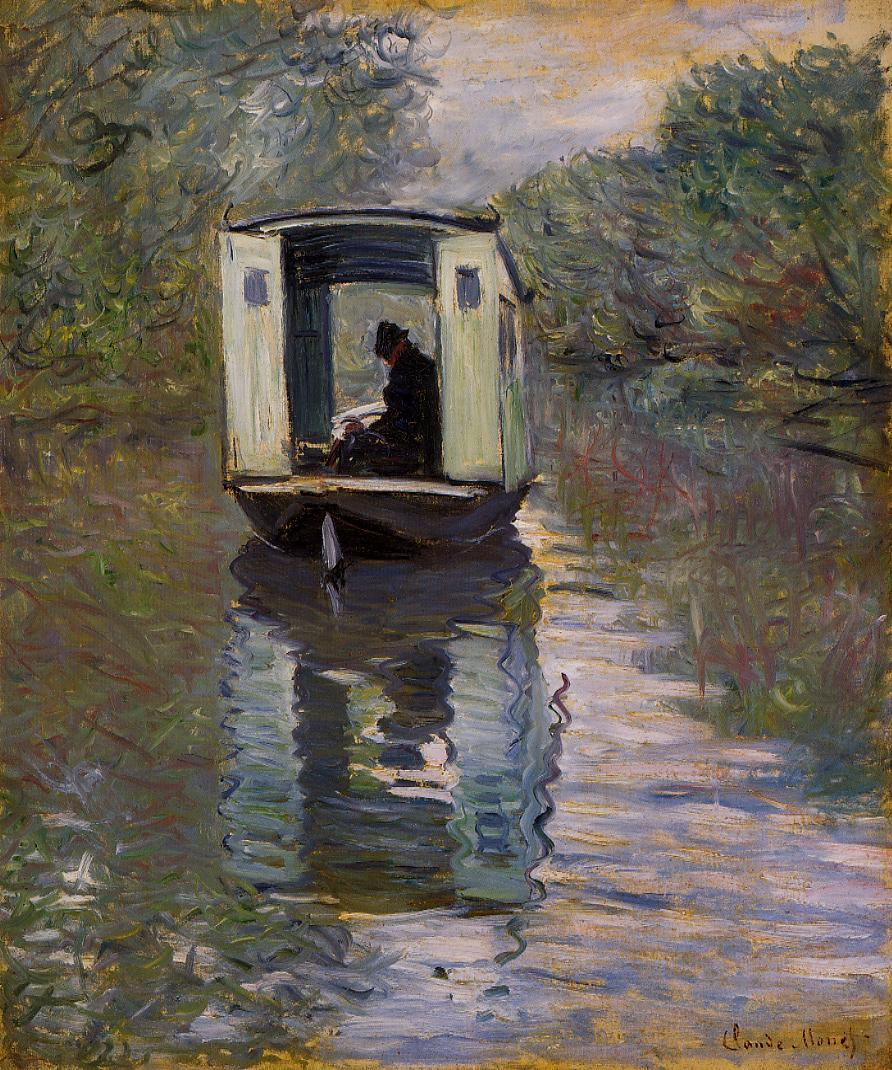
Claude Monet, El vaixell d'estudi (Le Bateau-atelier) (1876)

L'estil de Degas i Monet era molt similar en un sentit: tots dos basaven la seva interpretació artística en una impressió retiniana directa per crear la sensació de variació i moviment en el seu art. Els temes o imatges que eren la base de les seves pintures provenien d'una visió objectiva del món. Igual que amb Degas, molts historiadors de l'art consideren que aquest és l'efecte subconscient que va tenir la fotografia en aquell període. Les seves obres de la dècada del 1860 reflectien molts dels signes de moviment que són visibles a l'obra de Degas i Manet.
El 1875, el toc de Monet es torna molt ràpid en la seva nova sèrie, començant amb Le Bâteau-Atelier sur la Seine. El paisatge gairebé engoleix tota la tela i té prou moviment que emana de les seves pinzellades inexactes com per fer que les figures formin part del moviment. Aquesta pintura, juntament amb Gare Saint-Lazare (1877–1878), demostra a molts historiadors de l'art que Monet estava redefinint l'estil de l'era impressionista. L'impressionisme inicialment es va definir aïllant el color, la llum i el moviment. A finals de la dècada de 1870, Monet havia estat pioner en un estil que combinava els tres, tot mantenint un enfocament en els temes populars de l'era impressionista. Els artistes sovint quedaven tan impressionats per les pinzellades fines de Monet que era més que moviment a les seves pintures, sinó una vibració sorprenent.

### August Rodin
Auguste Rodin al principi va quedar molt impressionat per les obres vibrants de Monet i la comprensió única de Degas de les relacions espacials. Com a artista i autor de crítiques d'art, Rodin va publicar múltiples obres que donaven suport a aquest estil. Va afirmar que l'obra de Monet i Degas creava la il·lusió que l'art captura la vida a través d'un bon modelatge i moviment. El 1881, quan Rodin va esculpir i produir les seves pròpies obres d'art per primera vegada, va rebutjar les seves nocions anteriors. L'escultura va posar Rodin en una situació que creia que cap filòsof ni ningú podria resoldre mai; com poden els artistes impartir moviment i moviments dramàtics a partir d'obres tan sòlides com les escultures? Després que se li acudís aquest dilema, va publicar nous articles que no atacaven intencionadament homes com Manet, Monet i Degas, sinó que propagaven les seves pròpies teories que l'impressionisme no tracta de comunicar el moviment sinó de presentar-lo en forma estàtica.

## Surrealisme del segle XX i art cinètic primerenc
L’estil surrealista del segle XX va crear una transició fàcil cap a l'estil de l'art cinètic. Tots els artistes ara exploraven temes que no haurien estat socialment acceptables de representar artísticament. Els artistes van anar més enllà de pintar paisatges o esdeveniments històrics, i van sentir la necessitat d'endinsar-se en allò quotidià i extrem per interpretar nous estils. Amb el suport d'artistes com Albert Gleizes, altres artistes avantguardistes com Jackson Pollock i Max Bill van sentir com si haguessin trobat una nova inspiració per descobrir rareses que es van convertir en el focus de l'art cinètic.

### Albert Gleizes
Gleizes va ser considerat el filòsof ideal de les arts de finals del segle xix i principis del segle XX a Europa, i més concretament a França. Les seves teories i tractats del 1912 sobre el cubisme li van donar una reputació reconeguda en qualsevol debat artístic. Aquesta reputació és el que li va permetre actuar amb una influència considerable a l'hora de donar suport a l'estil plàstic o al moviment rítmic de l'art a les dècades del 1910 i del 1920. Gleizes va publicar una teoria sobre el moviment, que articulava encara més les seves teories sobre els usos psicològics i artístics del moviment juntament amb la mentalitat que sorgeix en considerar el moviment. Gleizes va afirmar repetidament a les seves publicacions que la creació humana implica la renúncia total a la sensació externa. Això per a ell és el que va fer que l'art fos mòbil quan per a molts, inclòs Rodin, era rígidament i sense immutar-se.
Gleizes va ser el primer a emfatitzar la necessitat del ritme en l'art. Per a ell, el ritme significava la coincidència visualment agradable de figures en un espai bidimensional o tridimensional. Les figures havien d'estar espaiades matemàticament o sistemàticament de manera que semblés que interactuessin entre si. Les figures tampoc no havien de tenir característiques massa definides. Han de tenir formes i composicions que no siguin gaire clares, i a partir d'aquí l'espectador pot creure que les figures mateixes es mouen en aquest espai confinat. Volia que pintures, escultures i fins i tot les obres planes d'artistes de mitjans del segle xix mostressin com les figures podien transmetre a l'espectador que hi havia un gran moviment contingut en un espai determinat. Com a filòsof, Gleizes també va estudiar el concepte de moviment artístic i com això atreia l'espectador. Gleizes va actualitzar els seus estudis i publicacions durant la dècada del 1930, just quan l'art cinètic es va popularitzar.

### Jackson Pollock
Quan Jackson Pollock va crear moltes de les seves famoses obres, els Estats Units ja estaven a l'avantguarda dels moviments artístics cinètics i populars. Els nous estils i mètodes que va utilitzar per crear les seves obres més famoses li van valer el lloc a la dècada del 1950 com a líder indiscutible dels pintors cinètics, la seva obra es va associar amb la pintura d'acció encunyada pel crític d'art Harold Rosenberg a la dècada del 1950. Pollock tenia un desig incondicional d'animar tots els aspectes de les seves pintures. Pollock es deia repetidament a si mateix: "Sóc a cada pintura". Utilitzava eines que la majoria de pintors no farien servir mai, com ara pals, paletes i ganivets. Pensava en les formes que creava com a objectes bells i erràtics.

Aquest estil va evolucionar cap a la seva tècnica del degoteig. Pollock agafava repetidament galledes de pintura i pinzells i els movia fins que la tela estava coberta de línies ondulades i traços irregulars. En la següent fase de la seva obra, Pollock va provar el seu estil amb materials poc comuns. Va pintar la seva primera obra amb pintura d'alumini el 1947, titulada Catedral, i a partir d'aquí va provar les seves primeres "esquitxades" per destruir la unitat del material en si. Creia fermament que estava alliberant els materials i l'estructura de l'art dels seus confinaments forçats, i així és com va arribar a l'art en moviment o cinètic que sempre va existir. 

### Màxim Bill
Max Bill es va convertir en un deixeble gairebé complet del moviment cinètic a la dècada del 1930. Creia que l'art cinètic s'havia d'executar des d'una perspectiva purament matemàtica. Per a ell, utilitzar principis i comprensions matemàtiques era una de les poques maneres de crear un moviment objectiu. Aquesta teoria s'aplicava a totes les obres d'art que creava i a com les creava. El bronze, el marbre, el coure i el llautó eren quatre dels materials que utilitzava en les seves escultures. També gaudia enganyant la mirada de l'espectador quan aquest s'acostava per primera vegada a una de les seves escultures. A la seva obra Construcció amb cub suspès (1935–1936) va crear una escultura mòbil que generalment sembla tenir una simetria perfecta, però un cop l'espectador la mira des d'un angle diferent, hi ha aspectes d'asimetria.

## Obra contemporània
El novembre de 2013, el Museu del MIT va inaugurar 5000 Moving Parts, una exposició d'art cinètic amb obres d’Arthur Ganson, Anne Lilly, Rafael Lozano-Hemmer, John Douglas Powers i Takis. L'exposició inaugura un any d'art cinètic al Museu, amb una programació especial relacionada amb aquesta forma d'art.
L'art Neocinètic ha estat popular a la Xina, on es poden trobar escultures cinètiques interactives en molts llocs públics, com ara el Parc Internacional d'Escultures de Wuhu i a Pequín.
L'aeroport de Changi de Singapur té una col·lecció curada d'obres d'art que inclou instal·lacions cinètiques a gran escala dels artistes internacionals ART+COM i Christian Moeller.

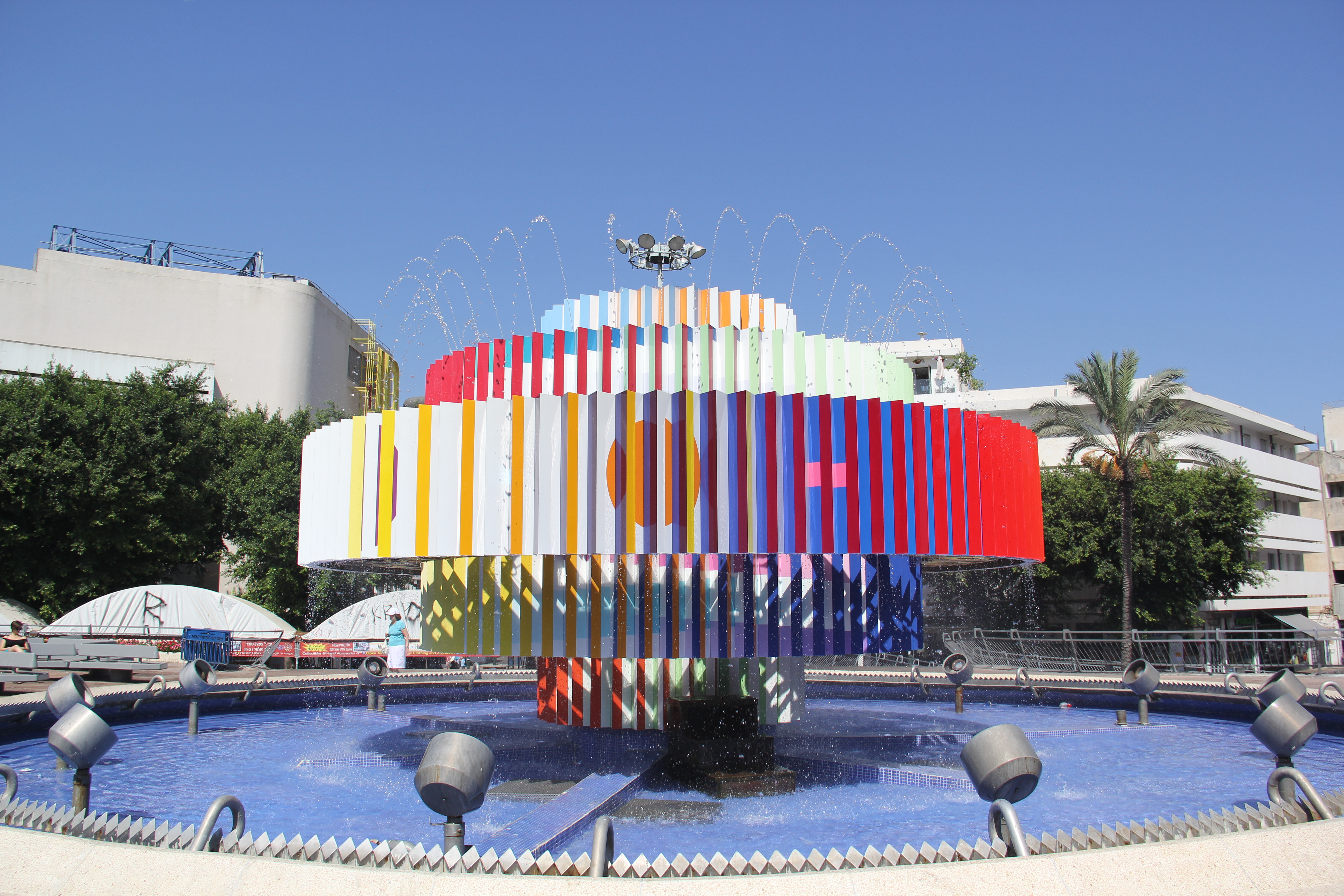
La Font de Foc i Aigua de Yaacov Agam, Plaça Dizengoff a Tel Aviv, Israel 1986. Exemple d’art òptic i art cinètic.

## Característiques
- L'art cinètic es basa en la recerca de moviment però en la majoria de les obres el moviment és real, no virtual.
- Per realitzar l'obra l'artista es planteja i segueix una estructura rigorosament planificada.
- La majoria de les obres cinètiques són tridimensionals, es desenganxen del plànol bidimensional.
- Els recursos per crear moviment són gairebé infinits, com ara el vent, l'aigua, motors, llum, electromagnetisme.
- Cerca la integració entre obra i espectador.

## Tipus d'art cinètic
Existeixen diferents tipus d'obres cinètiques d'acord amb la manera que produeixi sensació de moviment:
- Els estables: són aquelles obres els elements de les quals són fixos, disposats de tal manera que l'espectador hagi d'envoltar-los per percebre el moviment.
- Els mòbils: són obres que produeixen un moviment real a causa de diferents causes, canviant la seva estructura constantment.
- Els penetrables: generalment l'obra és un assemblatge en un espai real que requereix que l'espectador entri en ella per poder percebre-la a mesura que la recorre.

## Galeria

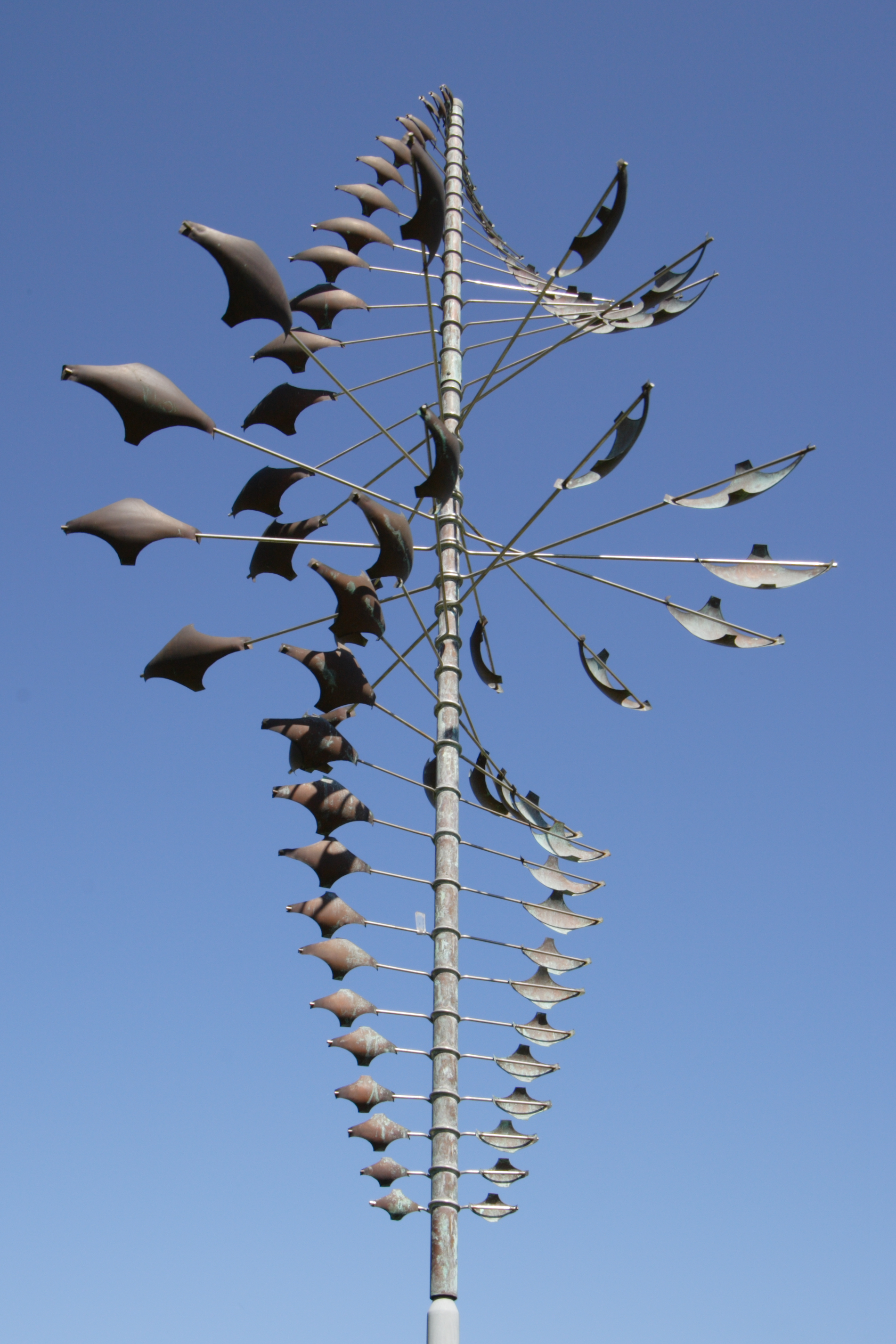
Lyman Whitaker, L'escultura Twister Star Huge, un remolí
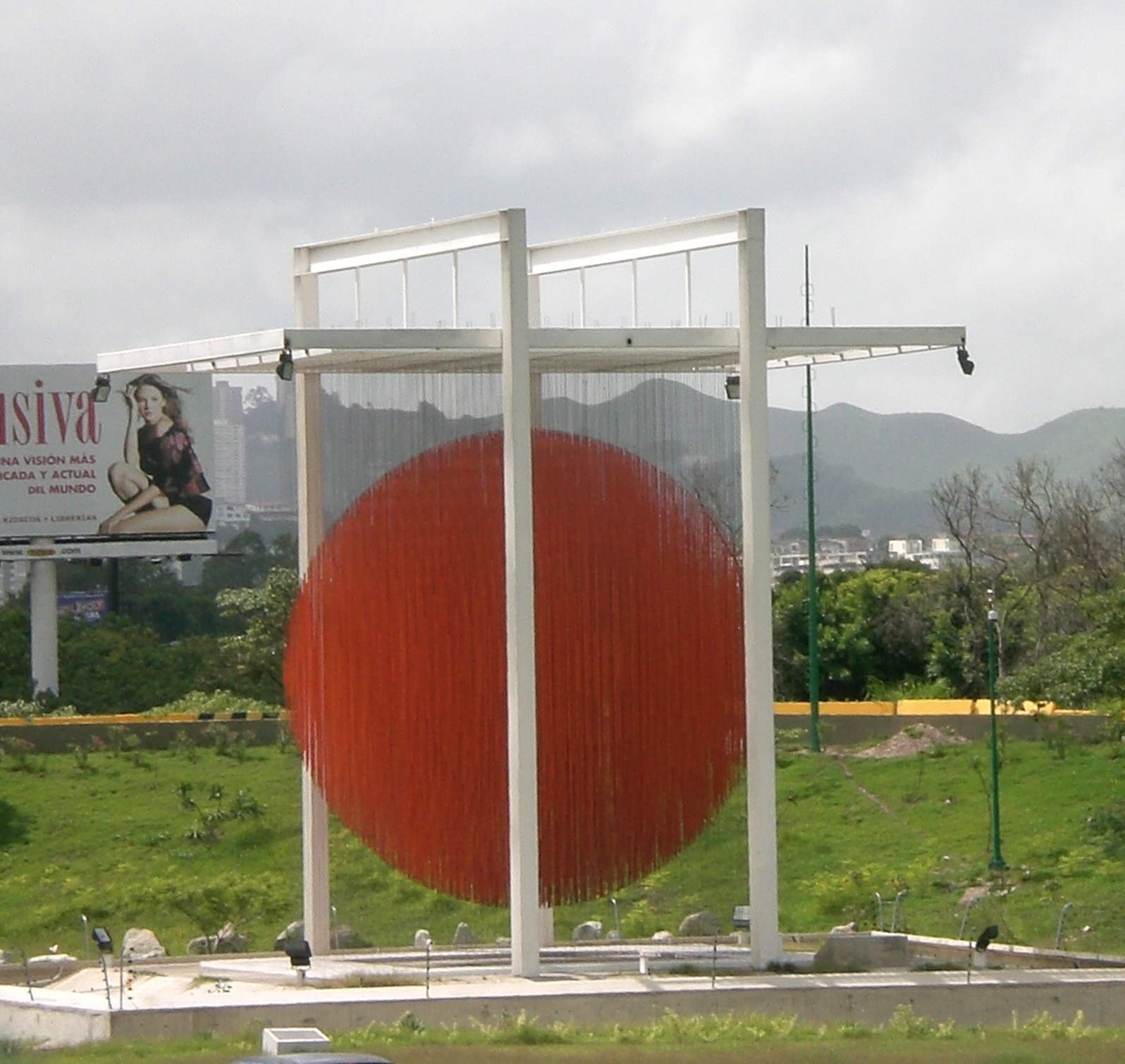
Jesús Raphael Soto, La Esfera, Caracas, Veneçuela
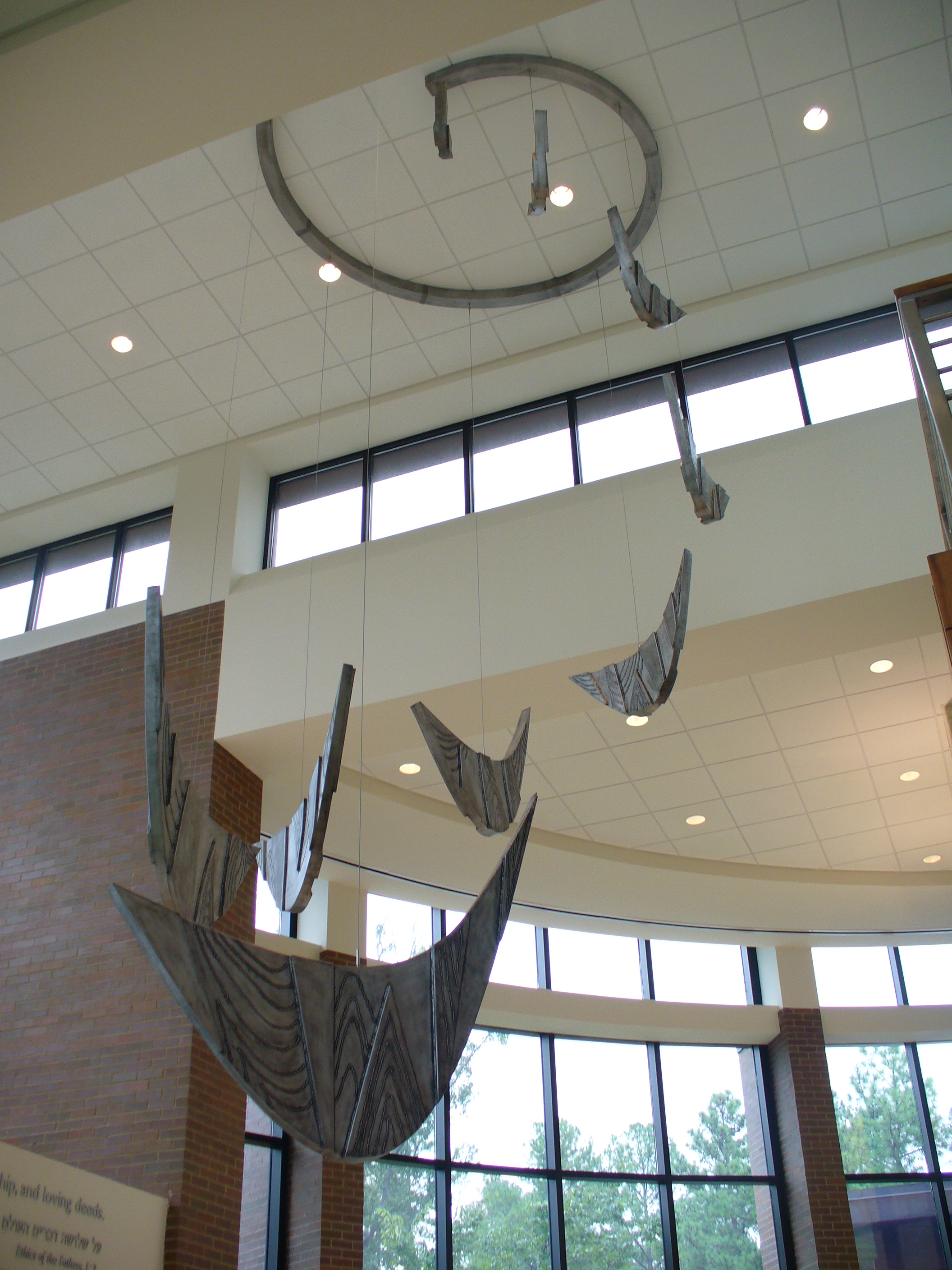
David Ascalon, Wings to the Heavens (Ales als cels), 2008. Cable d'alumini i acer inoxidable fabricat i soldat, Temple Israel, Memphis, Tennessee.
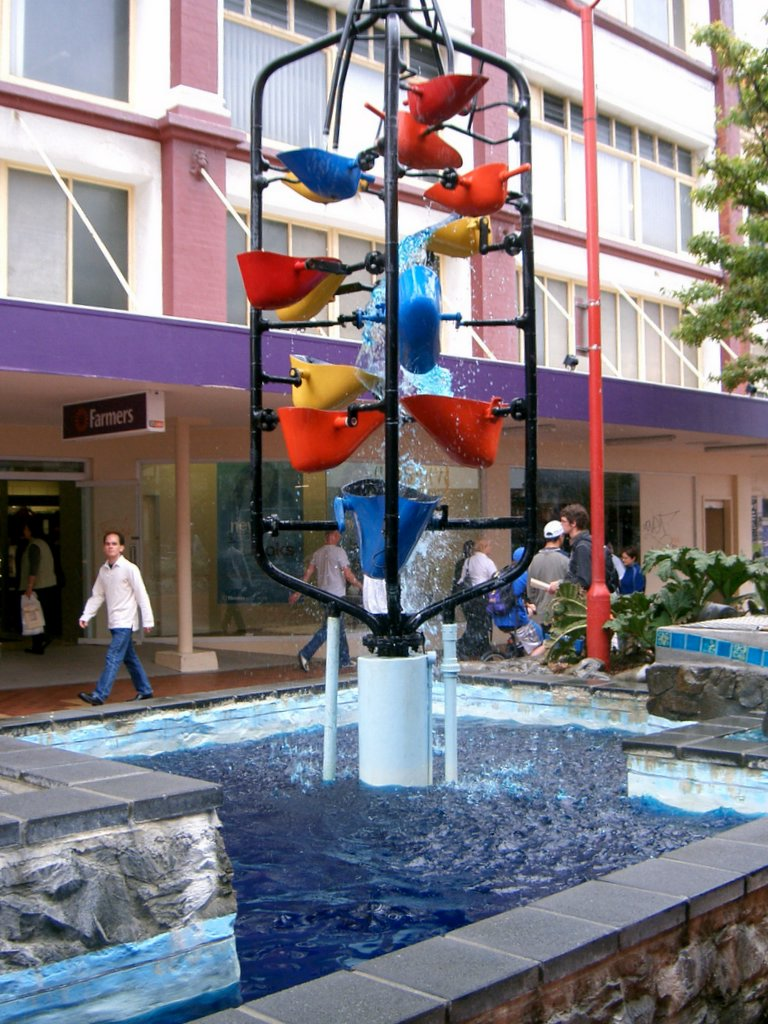
La Font del Cubell, Wellington, Nova Zelanda
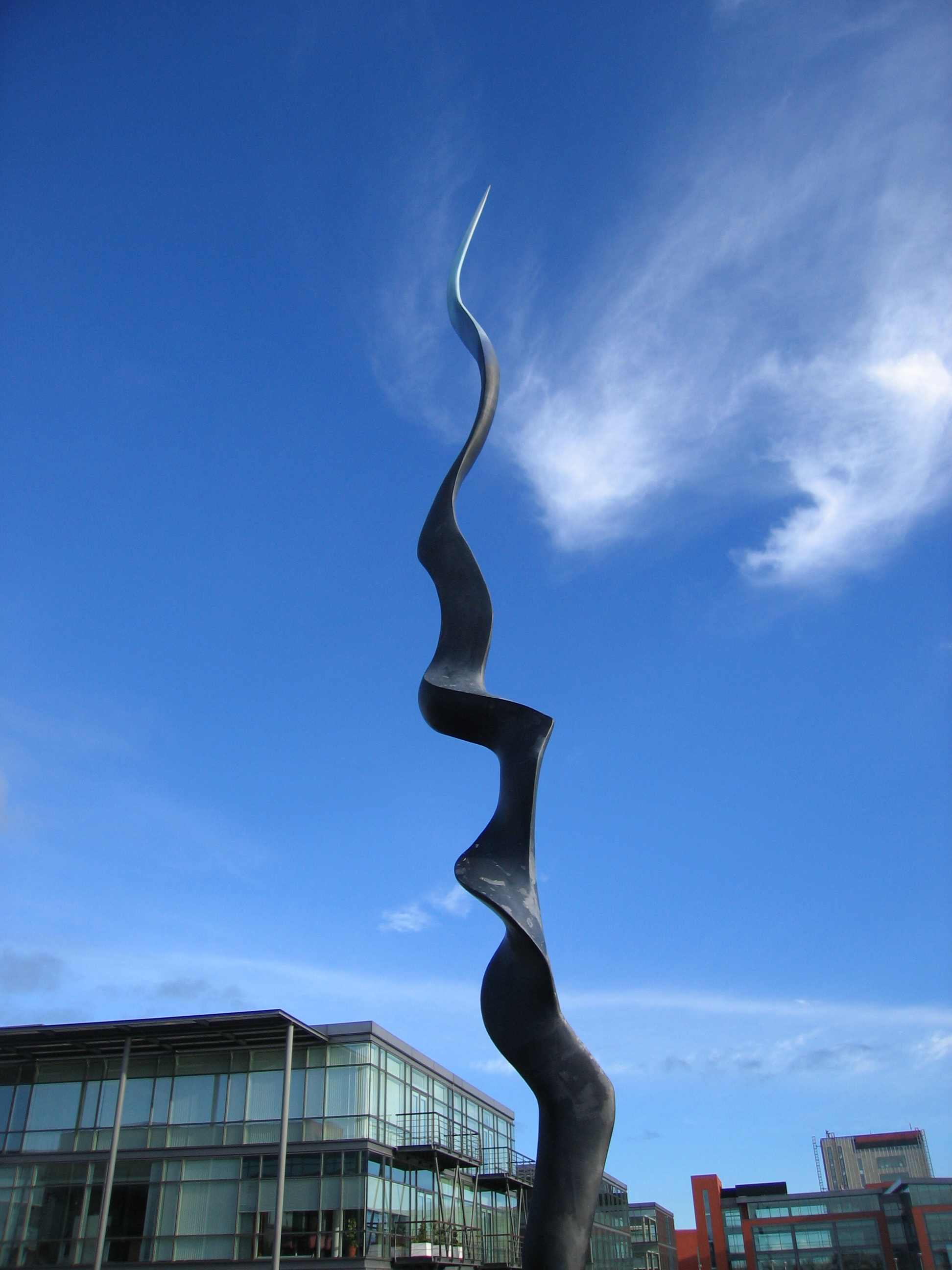
Wave’‘, Park West, Angela Conner
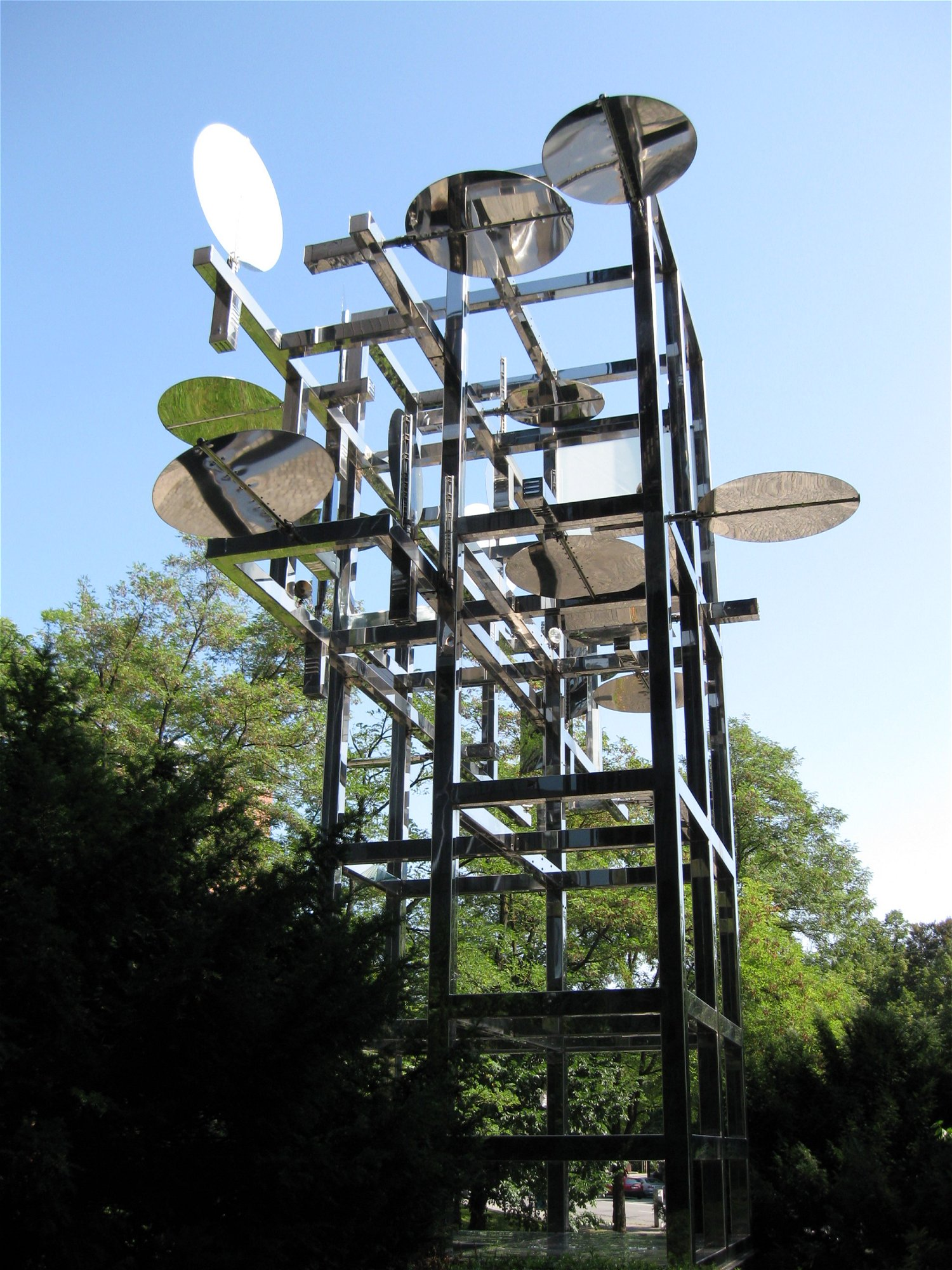
Nicolas Schoeffer Chronos 10B, 1980, Múnic
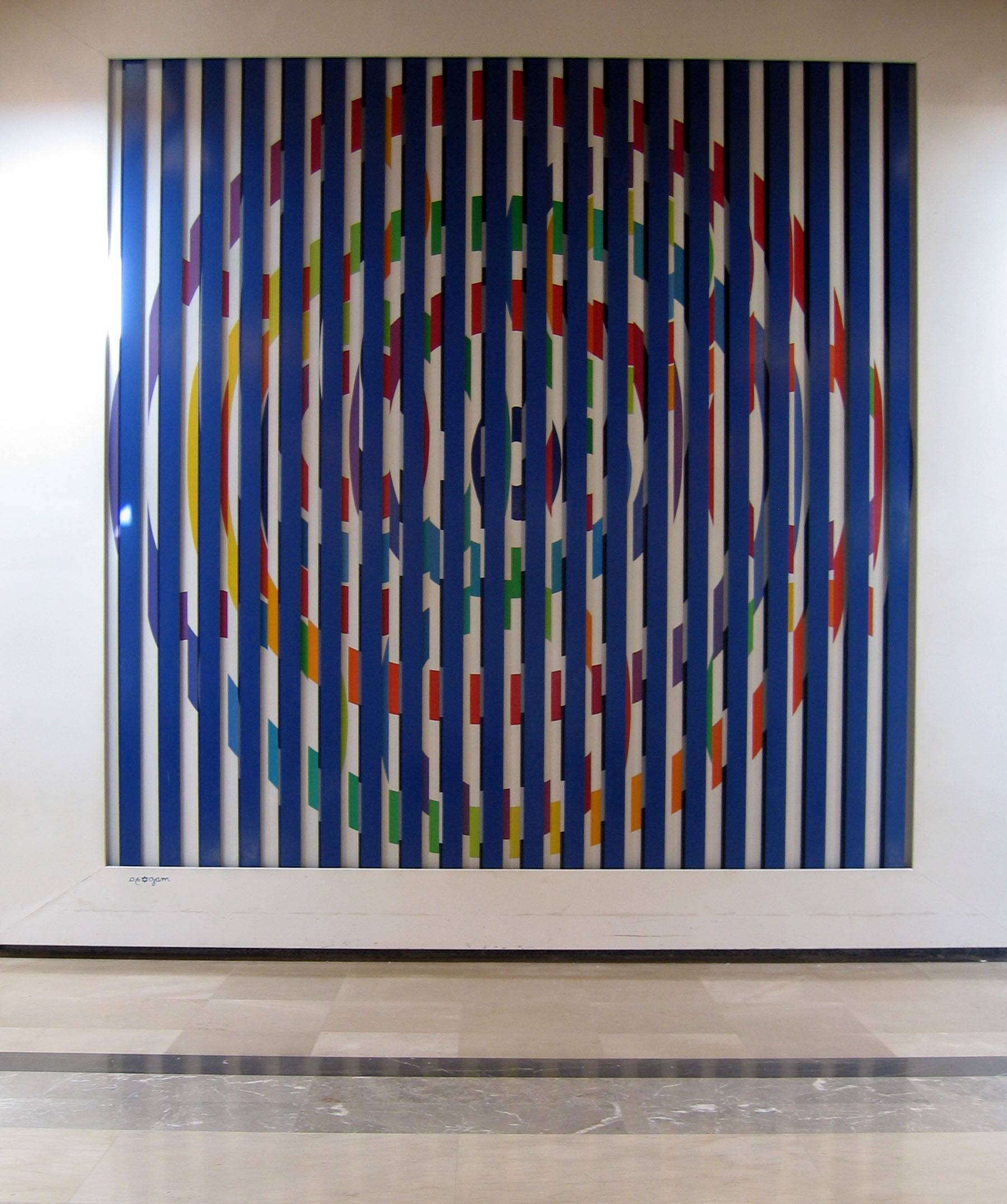
Yaacov Agam, Sheba Medical Center, Israel
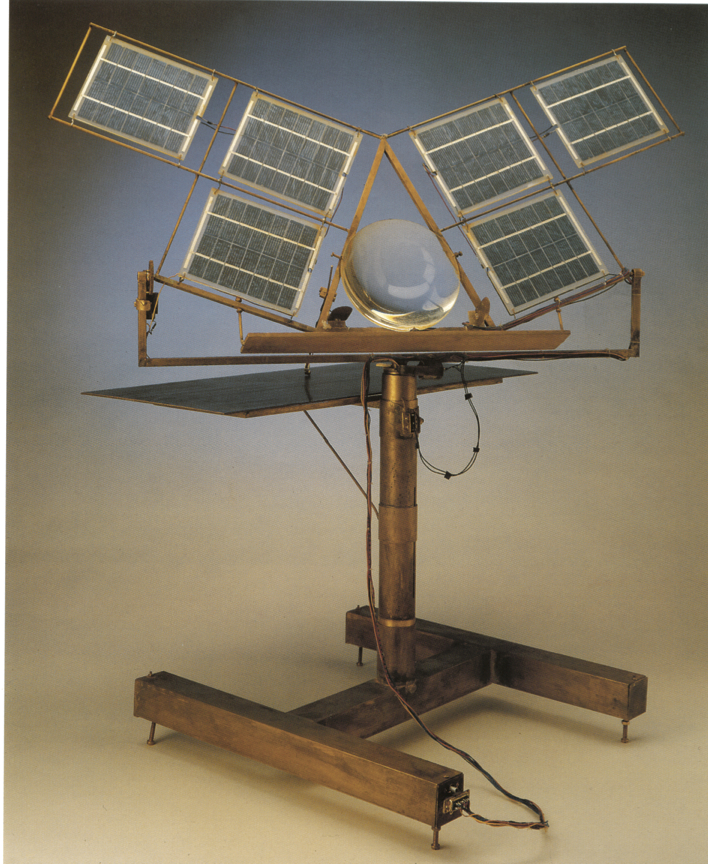
Marc van den Broek, Sun Writer, 1986, Alemanya
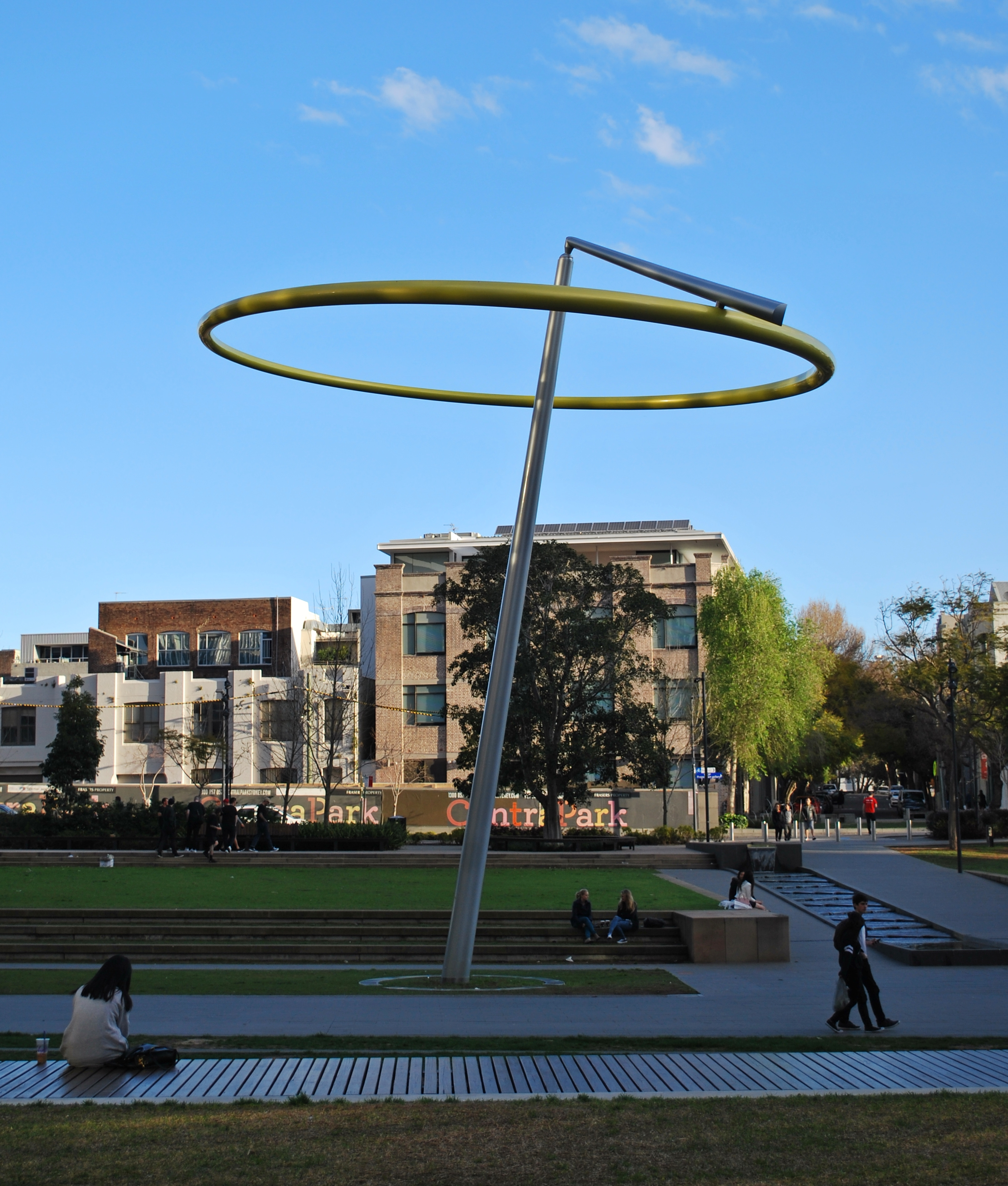
Estudi Turpin + Crawford, Halo, Sydney, Austràlia
Uli Aschenborn, girant l'Escultura-Morf, la seva ombra mostra el Cicle de Vida Masculí, Namíbia
Uli Aschenborn, si l'espectador passa aquest dau màgic que pinta un camaleó, mostra 1, 2 o 3 punts i canvia de color: sorra i pintura, Namíbia
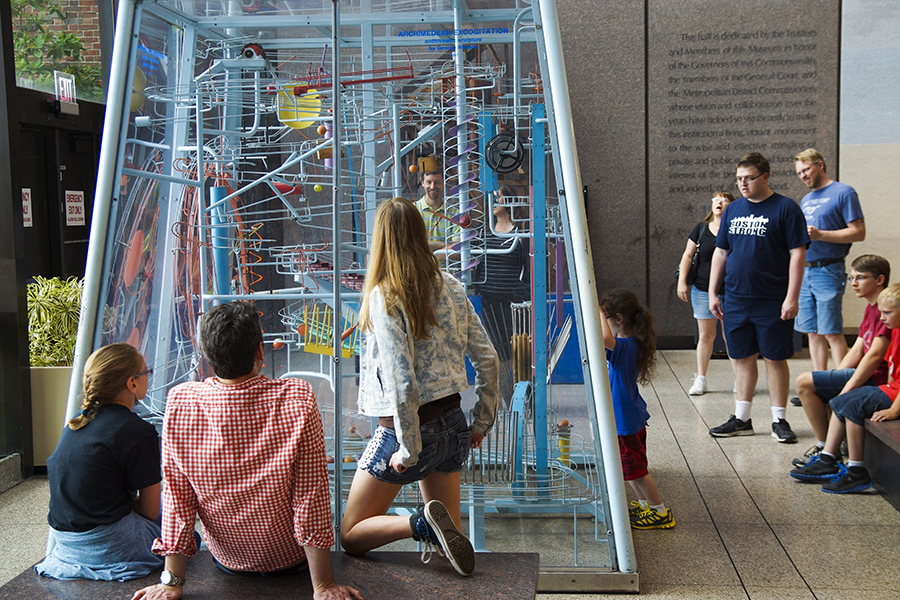
George Rhoads, Excogitació d'Arquimedes (1987), una escultura d'una bola rodant, Museu de la Ciència, Boston, Estats Units